# 諏訪真希子
諏訪 真希子（すわ まきこ、1982年5月23日 - ）は、青森県出身のバスケットボール選手。身長173cm、体重67kg。3Pシュートを得意とする。

## 人物
弘前実業高校出身。
卒業後は、三井生命ファルコンズに入団する。
休部に伴い2002年、日立ハイテクスクァレルズ（現・クーガーズ）に移籍している。
2009年引退。
元仙台89ERSでの木村洋人は高校時代の同期である。